# Impasse Nungesser-et-Coli
L'impasse Nungesser-et-Coli est une voie du quartier des Chantiers de Versailles, en France.

## Situation et accès
L'impasse Nungesser-et-Coli est une voie publique située dans le quartier des Chantiers de Versailles. Elle débute au 18, rue Jean-Mermoz et se termine en impasse. 

## Origine du nom

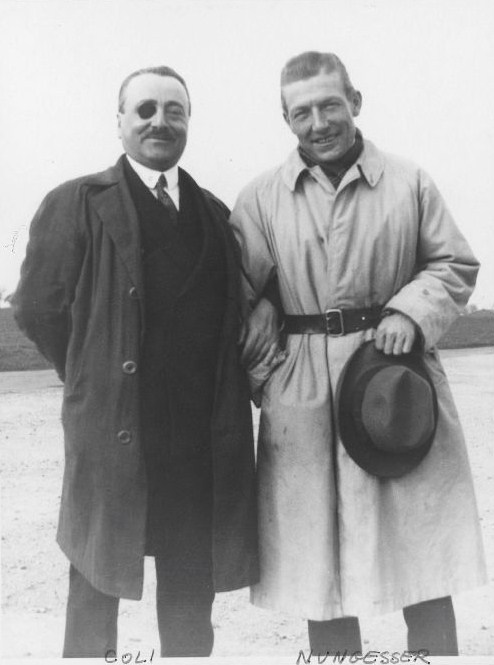
Les aviateurs français François Coli (à gauche) et Charles Nungesser (à droite).

L'impasse Nungesser et Coli tient son nom des aviateurs Charles Nungesser (1892-1927) et François Coli (1881-1927), qui disparurent en mer le 8 mai 1927 lors de leur tentative de traversée de l’océan Atlantique en avion à bord de L'Oiseau blanc.